# Markow-Preis
Der M.-A.-Markow-Preis des Instituts für Kernforschung (INR) der Russischen Akademie der Wissenschaften in Troizk wird seit 2002 jährlich an einzelne Physiker oder Gruppen verliehen für Forschungen in der Teilchenphysik oder anderen Forschungsrichtungen des Instituts. Er ist nach Moissei Alexandrowitsch Markow benannt und wird am 13. Mai, Markows Geburtstag, verliehen.

## Preisträger
- 2002 Georgi Timofejewitsch Sazepin
- 2003 Wadim Alexejewitsch Kusmin, Wladimir Nikolajewitsch Gawrin, Thomas J. Bowles
- 2004 Wladimir Michailowitsch Lobaschow, Ernst-Wilhelm Otten
- 2005 Waleri Anatoljewitsch Rubakow, Michail Jewgenjewitsch Schaposchnikow
- 2006 Grigori Wladimirowitsch Domogazki (Sprecher des BAIKAL Experiments), Christian Spiering
- 2007 Jewgeni Nikolajewitsch Alexejew (lange Jahre Leiter des Baksan Neutrino-Teleskops), Olga Georgijewna Rjaschskaja (Leiterin des Labors für elektronische Methoden der Neutrinobeobachtung am INR, korrespondierendes Mitglied der Russischen Akademie der Wissenschaften), für die Entwicklung von Szintillationsdetektoren großen Volumens in der Neutrinoastrophysik (z. B. LSD im Mont Blanc und LVD im Gran Sasso und Collapse in Artyomovsk), Oscar Saavedra
- 2008 Stanislaw Pawlowitsch Michejew, Alexei Jurjewitsch Smirnow, Sergei Konstantinowitsch Jessin, Leonid Wladimirowitsch Krawtschuk, Alexander Wladimirowitsch Feschtschenko. Die letzten drei Physiker, alle vom INR, erhielten den Preis für den Linearbeschleuniger an der Moskauer Mesonenfabrik.
- 2009 Wladimir Nikolajewitsch Bolotow (Leiter des Labors für Teilchenphysik am INR), Wladimir Fjodorowitsch Obraszow (Leiter des Labors für Elektroschwache Wechselwirkung am IHEP). Beide erhielten den Preis für die Beobachtung seltener Zerfälle von Mesonen und für die Konstruktion des ISTRA Detektors am Protonsynchrotron U-70 des IHEP.
- 2010 Weniamin Sergejewitsch Beresinski (Kosmische Höhenstrahlung)
- 2011 Alexei Borissowitsch Kurepin (Leiter des Labors für Meson-Kern-Wechselwirkung am INR), für Beiträge zur relativistischen Kernphysik und die Entdeckung neuer Eigenschaften von Kernen und Kernmaterie, Igor Michailowitsch Schelesnych (Leiter des Labors für neue Methoden der Entdeckung von Neutrinos und Elementarteilchen, INR), für den Vorschlag und die Entwicklung neuer Methoden Neutrinos und andere Elementarteilchen zu beobachten, Aston Antonowitsch Komar, Leiter des Labors für Elektronen hoher Energie am Lebedew-Institut.
- 2012 Boris Leonidowitsch Schuikow (Chemiker, Leiter des Labors für Radioisotope am INR), für die Entwicklung von Methoden der Erzeugung spezieller radioaktiver Isotope für die Medizin und Materialwissenschaft, Nikolai Walerjewitsch Krasnikow (Leiter des Labors für die Simulation physikalischer Prozesse am INR), für theoretische Elementarteilchenphysik am Large Hadron Collider
- 2013 Juri Grigorjewitsch Kudenko, Alexander Grigorjewitsch Olschewski, für ihre Beiträge zur Untersuchung der Neutrinooszillation mittels Neutrino-Experimenten in Beschleunigern und Reaktoren und ihre Messung der Theta-Winkel 1–3
- 2014 Igor Iwanowitsch Tkatschow, Alexander Dmitrijewitsch Dolgow, für Pionierarbeiten auf dem Gebiet der theoretischen Astrophysik und Kosmologie
- 2015 Wiktor Anatoljewitsch Matwejew, für Beiträge zur Starken Wechselwirkung und dem Quark-Modell der Hadronen[1]
- 2016 Wiktor Alexandrowitsch Beresin, Waleri Pawlowitsch Frolow
- 2018 Dmitri Sergejewitsch Gorbunow, Eduard Ernstowitsch Boos
- 2023 Pjotr Gennadijewitsch Tinjakow, Sergei Wadimowitsch Troizki